# Cylisticus pallidus
Cylisticus pallidus is een pissebed uit de familie Cylisticidae. De wetenschappelijke naam van de soort is voor het eerst geldig gepubliceerd in 1928 door Verhoeff.